# 滑川菊太郎
滑川 菊太郎（なめりかわ きくたろう）は日本の男性声優。主にアダルトゲームに声をあてている。

## 出演作品
太字は主役・メインキャラクター

### ゲーム

#### 2003年
- 黒の図書館（青ひげ）
- セパレイトブルー（宮田次郎、宿野檸檬）
- パティシエなにゃんこ
- PIZZICATO POLKA－彗星幻夜－（マスター）
- 星空☆ぷらねっと〜夢箱〜（ジョン・ウィリアムズ）

#### 2004年
- DINGIR（シャムス、ナディムド、ザプド）[1]
- ハードラヴ（ソムリエ）

#### 2005年
- えろぼーん（目黒真一）
- Gift 〜ギフト〜（天海壮一、ローズ、運転手、赤羽、放送部重里）[2]
- 群青の空を越えて（吉原大嗣、整備兵、教師）[3]
- 咎狗の血（グエン）[4]
- はぴねす!（高溝八輔）[5]

#### 2006年
- Gift 〜にじいろストーリーズ〜（天海壮一）
- はぴねす! りらっくす（高溝八輔）[6]

#### 2007年
- 催眠術2
- 聖なるかな -The Spirit of Eternity Sword 2-（スバル＝セラフカ）[7]
- 続・殺戮のジャンゴ -地獄の賞金首-
- 桃華月憚（川田篤志）[8]

#### 2008年
- アルタードピンク 〜特務戦隊デュエルレンジャー〜（盤田ユウゴ）
- キスより甘くて深いもの（賀茂 幸信）[9]
- 聖なるかな スペシャルファンディスク（スバル）

#### 2009年
- 装甲悪鬼村正（風魔小太郎）[10]

#### 2010年
- 聖なるかな外伝 精霊天翔 〜壊れゆく世界の少女たち〜（エド）
- PARA-SOL（マキシム）
- 失われた未来を求めて（ボス、柔道部員）

#### 2011年
- 蝶の毒 華の鎖（三郎）

#### 2013年
- BRAVA!!（あおいパパ）